# Graça Lima
Graça Lima, född 12 april 1958 i Rio de Janeiro, Brasilien, är en brasiliansk författare och illustratör. Hon undervisar i visuell metodik vid Universidade Federal do Rio de Janeiro.

## Utbildning
Lima studerade vid konsthögskolan i Universidade Federal do Rio de Janeiro och tog en magisterexamen vid Katolska universitetet i Rio Janeiro.

## Priser och utmärkelser
Peter Pan-prisets silverstjärna 2018 för Nattens mun.